# IStock
IStock is een Canadees bedrijf dat in 2000 werd opgericht en voorheen bekend was onder de naam iStockphoto. Het richt zich op stockfotografie en het onder licentie vrijgegeven van beeld- en videomateriaal.

## Beschrijving
IStockphoto werd op 14 mei 2000 opgericht door Bruce Livingstone in Calgary, Canada. De website was oorspronkelijk ingericht voor het gratis delen van stockfoto's. Na het aanvankelijke succes werd er een microbetalingssysteem ingevoerd en werd daarmee het eerste microstockbureau dat foto's legaal in licentie gaf voor redactionele en promotionele doeleinden voor slechts 1 dollar.
Op 9 februari 2006 werd iStockphoto voor 50 miljoen Amerikaanse dollar overgenomen door Getty Images, wereldwijd een van de grootste fotobureau's. Sindsdien werd het klassieke fotobureau geleidelijk aangevuld met het microstock-model. Zo kunnen succesvolle iStock-fotografen beelden bijdragen aan Getty Images zonder verdere verificatie, en er zijn gemeenschappelijke platforms gecreëerd voor de secundaire marketing van beeldmateriaal.
Het oorspronkelijke model van het aanbieden van afbeeldingen voor een dollar is in de loop der jaren herhaaldelijk aangepast. De fotoprijzen zijn anno 2022 gedifferentieerd op basis van de grootte van de vereiste foto en de moeite die is gestoken in de productie van de foto's. Artistiek hoogstaand beeld kan 100 euro of meer kosten, terwijl voor een tot twee euro ook een breed aanbod aan beelden kan bieden.

### Kritiek
Door de introductie van het microstock-model vreesden fotografen een algemene devaluatie van de fotografie. De toegang tot commerciële afbeeldingen vanaf slechts een euro leidde tot prijsdruk op de markt voor klassieke product- en opdrachtfotografie.